# Scopula instructata
Scopula instructata är en fjärilsart som beskrevs av Walker 1863. Scopula instructata ingår i släktet Scopula och familjen mätare. Inga underarter finns listade.